# William Randolph Hearst
William Randolph Hearst (29 tháng 4 năm 1863 – 14 tháng 8 năm 1951) là nhà xuất bản báo chí, ông trùm báo chí người Mỹ. Ông bắt đầu sự nghiệp xuất bản từ năm 1887, sau khi lên tiếp quản ở tờ báo The San Francisco Examiner, thay thế cha mình. Chuyển đến thành phố New York, ông đã thâu tóm tờ báo New York Journal và bắt đầu lao vào cuộc "chiến tranh phát hành" với tờ New York World của Joseph Pulitzer. Việc này dẫn đến sự ra đời của thể loại báo chí giật gân. Thâu tóm được nhiều báo hơn, Hearst đã tạo dựng một chuỗi gần 30 tờ báo ở các thành phố lớn của Mỹ. Sau đó, ông còn mở rộng sang lĩnh vực tạp chí, làm nên một hệ thống báo và tạp chí lớn trên thế giới.
Là thành viên đảng Dân chủ, ông được bầu vào Hạ viện Mỹ hai lần nhưng không thành công trong các cuộc vận động cho chức vụ thị trưởng New York vào các năm 1905 và 1909, cũng như ghế thống đốc bang New York vào năm 1906. Tuy nhiên, thông qua những tờ báo và tạp chí của mình, ông thực sự có được tầm ảnh hưởng chính trị rất lớn và có lúc đã đóng vai trò dẫn dắt ý kiến của đám đông công chúng Mỹ trong cuộc chiến tranh giữa Mỹ và Tây Ban Nha năm in 1898.
Câu chuyện cuộc đời ông là nguồn cảm hứng cho việc sáng tạo và phát triển hình mẫu nhân vật chính trong bộ phim kinh điển Công dân Kane của Orson Welles. Dinh thự của ông nằm gần San Simeon, California, trên một ngọn đồi nhìn ra Thái Bình Dương, giữa hành lang giao thông nối Los Angeles và San Francisco, đã được tập đoàn Hearst tặng cho chính quyền bang California vào năm 1957. Nơi này hiện đã trở thành di tích lịch sử cấp quốc gia của Mỹ và được mở cho công chúng vào tham quan.

## Thời trẻ
Hearst sinh tại San Francisco trong một gia đình triệu phú ngành mỏ. Bố mẹ ông là George Hearst và Phoebe Apperson Hearst. Ông nội ông, John Hearst, từ bắc Ireland di cư đến Mỹ năm 1766. Sau khi học dự bị tại trường St. Paul ở Concord, New Hampshire, ông ghi danh vào Đại học Harvard năm 1885. Ông trở thành thành viên của nhiều câu lạc bộ danh tiếng trong trường trước khi bị đuổi học vì đã gửi tặng các giáo sư những chiếc bô với tên của họ được sơn bên trong.

## Sự nghiệp xuất bản
Năm 1887, tìm kiếm một công việc, ông đã nắm quyền quản lý của tờ báo mà cha ông đã mua năm 1880, tờ San Francisco Examiner. Với phương châm lớn là "Vua của các tờ báo ngày", ông đã đưa về tờ báo những thiết bị tốt nhất và những tay viết giỏi nhất thời đó, bao gồm Mark Twain và Jack London. Tự xưng là một người theo chủ nghĩa dân tuý, Hearst liên tục công bố những bài viết về đời sống đô thị và các cuộc bê bối tài chính. Trong vòng một vài năm, tờ báo của ông thống trị thị trường San Francisco.
Năm 1896, nhận được sự hỗ trợ tài chính từ mẹ ông, Hearst mua tờ báo sắp phá sản New York Morning Journal, thuê những tay viết như Stephen Crane và Julian Hawthorne. Bằng hành động này, ông đã lao vào cuộc chiến phát hành trực diện với Joseph Pulitzer, chủ nhân của tờ New York World. Ông "đánh cắp" từ Pulitzer nhiều nhân lực, bao gồm Richard F. Outcault, cha đẻ của truyện tranh màu, và toàn bộ nhân viên tờ báo Chủ nhật. Tờ báo của ông là tờ báo lớn duy nhất của bờ Đông nước Mỹ ủng hộ William Jennings Bryan và chế độ tiền tệ hai bản vị. Sau đó, giá bán của tờ Journal (sau đổi thành New York Journal-American)được hạ xuống 1 cent. Điều này cùng với những hàng tít bắt mắt và những bài viết giật gân về tội phạm hay những tin tức đội lốt khoa học đã khiến tờ báo nâng con số phát hành lên một mức độ chưa từng thấy.
Để hỗ trợ một phần cho tham vọng chính trị của mình, Hearst đã mở một số toà báo ở các thành phố khác của nước Mỹ, trong đó có Chicago, Los Angeles và Boston. Việc ra báo ở Chicago do Ủy ban Quốc gia của đảng Dân chủ yêu cầu và Hearst sử dụng việc này như một cái cớ để mẹ ông chuyển cho ông khoản tiền cần thiết giúp việc gây quỹ ban đầu. Đến giữa thập niên 1920, ông đã có một chuỗi 28 tờ báo trên toàn quốc, trong đó có Los Angeles Examiner, Boston American, Atlanta Georgia, Chicago Examiner, Detroit Times, Seattle Post-Intelligencer, Washington Times, Washington Herald, và tờ báo đầu tiên San Francisco Examiner. Ông còn nắm giữ cổ phần của hai dịch vụ tin tức, một công ty sản xuất phim tên là Cosmopolitan Productions, nhiều bất động sản của khu vực mở rộng của thành phố New York, hàng ngàn acres đất ở California và México, cùng nhiều lợi tức trong ngành khai thác gỗ và khai mỏ.
Đế chế truyền thông của Hearst đạt đến đỉnh điểm phát hành cũng như doanh thu vào năm 1928, nhưng sự sụp đổ kinh tế của cuộc Đại khủng hoảng và gánh nặng của việc mở rộng quá mức khiến ông phải trả giá. Không thể thanh toán những khoản nợ đến hạn, tập đoàn Hearst đối mặt với một cuộc tái cơ cấu do toà án chỉ định vào năm 1937. Từ thời điểm đó, Hearst chỉ là một nhân viên, thừa hành mệnh lệnh của một người quản lý bên ngoài. Báo, tạp chí và các tài sản khác phải thanh lý, công ty phim đóng cửa, ngay cả các tác phẩm nghệ thuật và đồ cổ cũng được mang ra đấu giá công khai. Sau Chiến tranh Thế giới thứ 2, trong khi số phát hành và doanh thu quảng cáo bắt đầu phục hồi, Hearst lại không còn đủ sức lực nữa. Ông qua đời vì một cơn đau tim vào năm 1951, ở tuổi 88, tại Beverly Hills, California, và được chôn cất tại Cypress Lawn Memorial Park ở Colma, California.
Tập đoàn Hearst (Hearst Corporation) tiếp tục hoạt động như một công ty truyền thông tư nhân lớn với trụ sở chính ở New York cho đến ngày nay.

## Đời sống cá nhân
Năm 1903, Hearst kết hôn với Millicent Veronica Willson (1882–1974) ở New York. Millicent sinh cho ông 5 người con trai: George Randolph Hearst (1904), William Randolph Hearst Jr. (1908), John Randolph Hearst (1910) và cặp sinh đôi Randolph Apperson Hearst và David Whitmire (tên khai sinh là Elbert Willson) Hearst (1915).
Thừa nhận dấu chấm hết cho hy vọng chính trị của mình, Hearst đã có quan hệ tình cảm với nữ diễn viên điện ảnh nổi tiếng Marion Davies (1897-1961), và từ khoảng năm 1919, ông sống công khai với Marion tại California. Millicent ly thân với ông vào giữa những năm 1920 nhưng hai người vẫn là vợ chồng về mặt pháp lý cho đến khi Hearst qua đời. Millicent gây dựng cuộc sống độc lập cho mình tại New York với tư cách một nhà hoạt động từ thiện.